# Christoph Casimir Lerche
Christoph Casimir Lerche (* 13. Oktober; anderes Datum: 24. Oktober 1749 in Moskau; † 13. April; andere Daten 15. April oder 25. April 1825 in St. Petersburg) war Leibarzt des russischen Kaisers Alexander I.

## Leben
Christoph Casimir Lerche war der Sohn von Johann Jakob Lerche (1708–1780), Militärarzt und Stadtphysicus in Moskau und St. Petersburg und dessen Ehefrau Olympe (* 1714), Tochter von Pierre Vincent Possiet de Roussier (1677–1756), Direktor der kaiserlichen Weingärten in Astrachan.
Er besuchte die Petrischule in St. Petersburg und kam 1764 an die Fürstenschule in Neustadt an der Aisch, dessen Superintendent sein Onkel Johann Christian Lerche (1691–1768) war, die er für sieben Jahre besuchte. Ab 1771 erhielt er seine medizinische Ausbildung in Berlin und begann im darauffolgenden Jahr sein Medizinstudium an der Universität Göttingen, dass er 1774 in an der Universität Straßburg fortsetzte.
1777 habilitierte er an der Universität Göttingen zum Dr. med. und erhielt im darauffolgenden Jahr seine Zulassung zum Arzt in Russland. Er begann als Militärarzt in der St. Petersburger Division und wurde Generalstabschirurg in der finnländischen Armee und Generalstabsarzt des Saltykov-Korps an der Dvina, ab 1795 auch in St. Petersburg und Finnland.
1797 wurde er zum Hofstaat des späteren Zaren Alexander I. berufen und war von 1799 bis 1802 dessen Hofarzt und ab 1809 dessen Leibchirurg.
Christoph Casimir von Lerche war verheiratet mit Sophia Ulrika, Tochter des Stabschirurgen Johann Friedrich Hosenfelder. Ihre gemeinsame Tochter war:
- Sophia Helena Lerche (* 3. März 1789 in Wiborg).

Seine Grabstätte befand sich auf dem Lutherischen Friedhof Wolkowo-Friedhof in St. Petersburg, allerdings ist sein Grab nicht erhalten geblieben.

## Ehrungen
Christoph Casimir Lerche wurde zum Hofrat, 1797 zum Kollegienrat und 1799 zum Staatsrat ernannt.

## Schriften (Auswahl)
- Observationes de cancro mammarum. Dissertation. Göttingen 1777.